# سالت ایر
سالت ایر (به انگلیسی: Salt Air) یک شرکت هواپیمایی است که در سال ۱۹۹۲ میلادی تأسیس شده و دفتر مرکزی آن در نیوزیلند واقع شده‌است.

## ناوگان هوایی
| هواپیما               | مجموع ناوگان فعال | ظرفیت مسافر | توضیحات |
| --------------------- | ----------------- | ----------- | ------- |
| سسنا ۲۰۸ کاروان       | ۱                 | ۱۳          |         |
| GippsAero GA8 Airvan  | ۱                 | ۷           |         |
| روبینسون آر۴۴         | ۱                 | ۳           |         |
| Bell 206L3 LongRanger | ۱                 | ۵           |         |